# 무사의 체통
무사의 체통(武士の一分: Love And Honor)은 일본에서 제작된 야마다 요지 감독의 2006년 영화이다. 기무라 다쿠야 등이 주연으로 출연하였고 후카자와 히로시 등이 제작에 참여하였다.

## 출연

### 주연
- 기무라 다쿠야
- 단 레이

### 조연
- 반도 미쓰고로
- 사사노 다카시
- 모모이 가오리
- 고바야시 넨지
- 오가타 켄
- 아카쓰카 마코토
- 아야타 도시키
- 다이치 야스오
- 히다리 도키에
- 곤도 고엔
- 오카모토 노부토

## 제작진
- 원작자: 후지사와 슈우헤이